# البيرتو غالوبا
البيرتو غالوبا (بالإيطالية: Alberto Galuppo)‏ (19 أغسطس 1985 بريدجو إميليا في إيطاليا - ) هو لاعب كرة قدم إيطالي في مركز الدفاع. لعب مع نادي أنكونا ونادي بارما ونادي بيزا ونادي تريفيزو ونادي فينيزيا ونادي كريمونيسي وASD Città di Foligno 1928 ‏ ونادي سافونا ‏ وFC Carpenedolo SSD ‏ واتحاد بافيا لكرة القدم ونادي غوبيو وAtletico Roma FC ‏ ونادي غروسيتو وASD Victor San Marino ‏.